# Ла Палма (Калифорнија)
Ла Палма (енгл. La Palma) град је у америчкој савезној држави Калифорнија. По попису становништва из 2010. у њему је живело 15.568 становника.

## Демографија
Према попису становништва из 2010. у граду је живело 15.568 становника, што је 160 (1,0%) становника више него 2000. године.
| Група             | 2000.         | 2010.         |
| Белци             | 5.592 (36,3%) | 4.329 (27,8%) |
| Афроамериканци    | 710 (4,6%)    | 802 (5,2%)    |
| Азијати           | 6.900 (44,8%) | 7.483 (48,1%) |
| Хиспаноамериканци | 1.736 (11,3%) | 2.487 (16,0%) |
| Укупно            | 15.408        | 15.568        |